# Мардук-зер-...
Мардук-зер-… (д/н — 1033 до н. е.) — цар Вавилону близько 1045—1033 років до н. е.

## Життєпис
Входить до царів з IV Вавилонської династії (II династії Ісін). Про родинні зв'язки з попередніми царями на троні Вавилону не зрозумілі. Навіть повністю ім'я не встановлено, оскільки єдиний текст, де згадується Мардук-зер-…, пошкоджено.
Відомо, що панував 12 років. Ймовірно, продовжив протистояння з Еламом, розпочате ще Мардук-аххе-еріба. Але перебіг війни невідомий. Йому спадкував Набу-шум-лібур.